# Sobreproducción

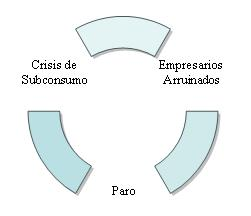
Círculo vicioso de sobreproducción, desempleo, subconsumo, quiebra

Sobreproducción o superproducción (también sobreoferta, exceso de oferta  y exceso de producción) se refiere a la situación económica en la que se produce un exceso de oferta de productos o bienes sobre la demanda del mercado. 
En principio puede deberse a un aumento neto de la producción para la que no hay demanda, a una reducción de la demanda, es decir, un subconsumo o al círculo vicioso: sobreproducción, desempleo, subconsumo, sobreproducción.
El equivalente del lado de la demanda es el subconsumo; algunos consideran que la oferta y la demanda son dos caras de la misma moneda: el exceso de oferta es solo relativo a una demanda dada, y la demanda insuficiente es solo relativa a un suministro dado, y por lo tanto consideran que la sobreproducción y el consumo insuficiente son equivalentes.
Otros prefieren diferenciar entre sobreproducción y subconsumo, afirmando que la sobreproducción es un fenómeno específico que se deriva de la sobreinversión pasada que condujo a la creación de un exceso de capacidad productiva, que luego debe permanecer ociosa (o por debajo de la capacidad), lo que no es rentable, o producir un exceso de oferta.

## Definición
La sobreproducción es la acumulación de inventarios invendibles en manos de las empresas. La sobreproducción es una medida relativa, refiriéndose al exceso de producción sobre el consumo. La tendencia a la sobreproducción de productos básicos que puede conducir a un colapso económico de la economía capitalista. Esto se debe a que, en una economía capitalista, las mercancías se producen con fines de lucro. Este llamado afán de lucro, el núcleo de la economía capitalista, crea una dinámica en la que la abundancia de mercancías tiene consecuencias negativas. En esencia, la abundancia de mercancías altera las condiciones para la creación de ganancias.
Cualquier reducción en la producción implica una reducción en el empleo; una reducción en el empleo, a su vez, reduce el consumo; como la sobreproducción es el exceso de producción por encima del consumo, esta reducción en el consumo empeora el problema. Esto crea un círculo vicioso, según el cual el exceso de inventarios obliga a las empresas a reducir la producción, reduciendo así el empleo, que a su vez reduce la demanda de los inventarios en exceso. La reducción general del nivel de precios -deflación- causada por la ley de la oferta y la demanda también obliga a las empresas a reducir la producción a medida que disminuyen los beneficios. La reducción de beneficios hace que ciertas áreas productivas no sean rentables
Para la teoría del subconsumo (véase John A. Hobson), en el sistema capitalista existen ciclos económicos que producen de manera crónica una insuficiencia de la demanda, en principio ocasionada por un aumento de la producción, acumulaciones de stocks y el consiguiente aumento del número de parados. La capacidad productiva del sistema aumenta al tiempo que el poder de compra o capacidad adquisitiva de la población disminuye. La crisis económica de 1929 fue el resultado de una crisis de sobreproducción que comenzó hacia 1924. 

### Contexto de la sobreproducción
Si la sobreproducción es general en todo el mercado y se extiende en el tiempo la economía del país, la región o incluso la economía mundial entra en crisis. Habitualmente las empresas reducen su producción prescindiendo de parte de los trabajadores, provocando un aumento del desempleo; a veces cierran (quiebra) incrementando la profundidad de la crisis económica. 
En la economía clásica una sobreproducción implicaría una bajada de precios derivada del exceso de bienes o productos sin vender o de una reducción de la demanda -por pérdida de poder adquisitivo de los compradores, aumento del desempleo-. En este sentido el equivalente a la sobreproducción es el subconsumo o demanda insuficiente.

### Depresión
Uno de los ejemplos de crisis de sobreproducción característico fue el sufrido por Estados Unidos después de la Primera Guerra Mundial. Su entrada en la guerra en 1917 abrió un período de fuerte crecimiento económico. La economía estadounidense siguió creciendo durante la posguerra alcanzado su esplendor en 1924. La economía se encontraba adaptada fundamentalmente a producir, para el propio país y los países aliados, y de manera eficiente, alimentos, pertrechos para los militares y armamentos. Por una parte se encontró con una variación importante en la demanda, por otra una reducción de la demanda en los países aliados en Europa ya que estaban reconstruyendo su economía. La sobreproducción afectó a todos los sectores, a la agricultura por los procesos de mecanización y la caída de la demanda, al sector industrial por la necesidad de reorientar su oferta y la mejora en los procesos de producción y al sector servicios por la dependencia presupuestaria que el propio Estado tenía ante la reducción e ingresos.
Según Jeremy Rifkin la sobreproducción se extendió durante la década de 1920 en Estados Unidos y fue motivada por un aumento de la productividad y una bajada de la demanda (economía) por la existencia de un alto número de desempleados.

## Inevitabilidad o imposibilidad de la sobreproducción

### Inevitabilidad: Karl Marx
Karl Marx expone la tendencia inherente del capitalismo hacia la sobreproducción en su obra El Capital.

Según Marx, en el capitalismo, las mejoras en la tecnología y los niveles crecientes de productividad aumentan la cantidad de riqueza material (o valores de uso) en la sociedad al mismo tiempo que disminuyen el valor económico de esta riqueza, lo que reduce la tasa de ganancia, una tendencia que conduce a la paradoja, característica de las crisis del capitalismo, del "ejército de trabajo de reserva" y de la "pobreza en medio de la abundancia", o más precisamente, crisis de sobreproducción en medio del subconsumo.
John Maynard Keynes formuló una teoría de la sobreproducción, que lo llevó a proponer la intervención del gobierno para asegurar la demanda efectiva. La demanda efectiva son niveles de consumo que corresponden al nivel de producción. Si se logra la demanda efectiva, entonces no hay sobreproducción porque se venden todos los inventarios. Es importante destacar que Keynes reconoció que tales medidas solo podrían retrasar y no resolver la sobreproducción.

### Imposibilidad: Ley de Say de 1803
Ley de Say es un principio atribuido a Jean-Baptiste Say que indica que no puede haber demanda sin oferta. La prosperidad (y la demanda) debe ser aumentada estimulando la producción, no el consumo. Según la ley de Say el simple hecho de la formación de un producto abre, desde ese preciso instante, un mercado a otros productos.
Keynes resume este principio conocido como "ley de Say" en la afirmación de que "la oferta crea su propia demanda". A raíz de la ley de Say, la sobreproducción no podría producirse. La Crisis de sobreproducción de la década de los años veinte, el posterior crack del 1929 y la posterior Gran Depresión así como las crisis económicas y Burbujas económicas de finales del siglo XX y principios del XXI (Burbuja financiera e inmobiliaria en Japón, Crisis financiera asiática, Burbuja.com, Crisis económica de 2008) demostrarían lo contrario.

## Soluciones a la superproducción
La corrección de la sobreproducción se puede hacer: 
- 1 - Reduciendo la producción, lo que podría aumentar el desempleo y por tanto no resolvería el problema de la superproducción.
- 2 - Estimulando la demanda bajando los precios ya sea mediante bajadas reales o subvenciones a la compra (ayudas directas o fiscales del Estado), lo que reduciría beneficios privados y aumentaría el déficit público. También promoviendo la demanda mediante técnicas de publicidad y marketing, lo que aumentaría el endeudamiento de las familias.
- 3 - Distribuyendo las rentas mediante la ampliación y distribución de rentas a quienes no las tienen o tienen rentas bajas (mediante ayudas a parados y miembros no activos de la sociedad; reparto del trabajo y reducción de la jornada laboral para aumentar el empleo (keynesianismo).
- 4 - Intervención de la economía, intervención del Estado en la economía para aumentar la actividad.

John Maynard Keynes formuló una teoría de la sobreproducción, lo que le llevó a proponer la intervención del gobierno para garantizar la demanda efectiva (véase keynesianismo y New Deal). El objetivo debe ser alcanzar la demanda efectiva, esto es, la demanda de consumo que se corresponde con el nivel de producción. Si demanda efectiva se logra, entonces no hay sobreproducción.